# Carl Pfeiff
Carl Pfeiff, född 27 juli 1735 i Södermanland, död 25 mars 1792 på Boo, Lidingö, var en svensk friherre och överste.

## Biografi
Carl Pfeiff var son till generallöjtnanten Per Gustaf Pfeiff som upphöjts till friherre för sina insatser i olika krig, och friherrinnan Ulrica Eleonora Palmqvist vars mor tillhörde den friherrliga ätten Stuart. Vid elva års ålder antogs han till krigstjänst och blev fänrik vid Livgardet.
1758 blev Pfeiff löjtnant vid Livgardet, blev kapten 1764, överstelöjtnant 1772 och överste i Armén och chef för Änkedrottningens livregemente 1780. 
Pfeiff var amatörviolinist och medlem av sällskapen Par Bricole och Utile Dulci. Han invaldes som ledamot nr 20 av Kungliga Musikaliska Akademien den 31 december 1771 och var dess preses 1773–1777.
Pfeiff var gift med Ulrica Spaldencreutz vars far hade adlats, och fick fem barn med henne.